# Dungkhar (klooster)

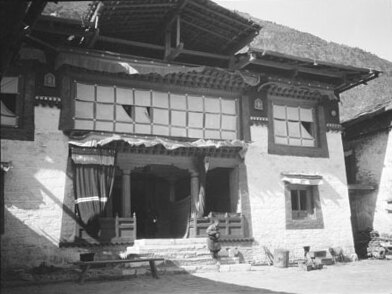
Dungkhar, 1927

Dungkhar (Gompo), ook wel Dungkar of Dunkar, is een Tibetaans boeddhistisch klooster in Dromo op zes kilometer van Yatung, in de prefectuur Shigatse in de Tibetaanse Autonome Regio. Het klooster ligt in de Chumbi-vallei op het snijvlak van Sikkim in India, Bhutan en Tibet (voormalige provincie U-Tsang).
Het is een van meerdere kloosters met de naam Dungkhar.
Het klooster was korte tijd het ballingsoord voor de veertiende dalai lama Tenzin Gyatso, toen hij tijdens de invasie in Tibet van 1950 enkele jaren vluchtte om te ontkomen aan vermeend gevangenschap door de binnengevallen Chinese militairen.